# مانشستر يونايتد موسم 2001–02
كان موسم 2001–02 هو الموسم العاشر لمانشستر يونايتد في الدوري الإنجليزي الممتاز، والموسم المائة في الدوري، والموسم السابع والعشرون على التوالي في الدرجة الأولى من كرة القدم الإنجليزية. 
في مايو 2001، وفي ختام الموسم السابق، أعلن السير أليكس فيرغسون عن نيته اعتزال كرة القدم في نهاية هذا الموسم، وبدأ النادي عملية محاولة العثور على خليفة للمدير الأكثر نجاحًا في التاريخ. ومع ذلك، بعد أشهر، تراجع عن قراره، مشيرًا إلى زوجته وأبنائه الثلاثة كسبب لهذا التراجع. 
كان الموسم الكامل الثاني من الألفية الجديدة مخيبا للآمال بالنسبة للشياطين الحمر حيث فشلوا في الفوز بأي لقب لأول مرة منذ أربع سنوات. واحتل النادي المركز الثالث في الدوري، وهو أدنى مركز له في عصر الدوري الإنجليزي الممتاز في ذلك الوقت، وخرج من كأس الاتحاد الإنجليزي في الجولة الرابعة. كما خرجوا من كأس الرابطة بعد أن أشركوا فريقًا احتياطيًا في مواجهة فريق أرسنال القوي في الجولة الثالثة. كان أفضل نجاح حققه يونايتد هذا الموسم في دوري أبطال أوروبا، حيث وصل إلى الدور نصف النهائي قبل أن يخسر أمام باير ليفركوزن، وصيف البطل في النهاية، بقاعدة الأهداف خارج الأرض. وفي نهاية المطاف، يعود فشل يونايتد في الفوز بأي شيء إلى سلسلة من النتائج السيئة في نوفمبر وأوائل ديسمبر عندما عانى من خمس هزائم في سبع مباريات بالدوري، بما في ذلك ثلاث هزائم متتالية أمام أرسنال وتشيلسي ووست هام يونايتد. كما خسروا ست مباريات على أرضهم في الدوري الإنجليزي الممتاز، وهو أسوأ سجل لهم على أرضهم منذ موسم 1977–78؛ وأشار فيرغسون إلى هذا باعتباره السبب الرئيسي وراء فشلهم في الفوز بالدوري. لم يخسروا سوى ثلاث مباريات أخرى في الدوري طوال الموسم، لكن ذلك الأداء الرهيب في وقت سابق من الموسم كان له تأثير سلبي على يونايتد لبقية الموسم وأنهوا الموسم بفارق 10 نقاط خلف حامل اللقب أرسنال (الذي ضمن اللقب بفوزه على يونايتد 1–0 في أولد ترافورد في المباراة قبل الأخيرة من الموسم) وثلاث نقاط خلف وصيف البطل ليفربول.
غادر المدرب المساعد ستيف ماكلارين النادي قبل بداية الموسم ليصبح مديرًا لنادي ميدلزبره. تم ترقية مدرب فريق الشباب واللاعب السابق مايك فيلان إلى مدرب الفريق الأول وتولى بعض مسؤوليات المدير المساعد، ولكن لم يتم استبدال مكلارين حتى صيف عام 2002، عندما تم تعيين كارلوس كيروش مساعدًا جديدًا للمدير.
تم تكريم الجناح ريان غيغز بمباراة تكريمية ضد سلتيك، بعد أن أمضى أكثر من عقد من الزمان في يونايتد.